# Seongsu-dong
Seongsu-dong (koreanska: 성수동)  är en stadsdel i stadsdistriktet Seongdong-gu i Sydkoreas huvudstad Seoul.

## Indelning
Administrativt är Seongsu-dong indelat i:
| Namn       | Namn                        | Yta km² | Invånare 31 dec 2020 |
| ---------- | --------------------------- | ------- | -------------------- |
| 성수1가1동 | Seongsu 1(il)-ga 1(il)-dong | 1,97    | 16 851               |
| 성수1가2동 | Seongsu 1(il)-ga 2(i)-dong  | 0,89    | 13 738               |
| 성수2가1동 | Seongsu 2(i)-ga 1(il)-dong  | 1,17    | 17 146               |
| 성수2가3동 | Seongsu 2(i)-ga 3(sam)-dong | 1,03    | 11 457               |